# Сербія на літніх Олімпійських іграх 2012
Сербія на літніх Олімпійських іграх 2012 була представлена 115 спортсменами в 15 видах спорту.

## Нагороди
| Медаль | Спортсмен | Вид спорту        | Дисципліна                                            | Дата      |
| ------ | --- | ----------------- | ----------------------------------------------------- | --------- |
| Золото | Міліця Мандич | Тхеквондо         | жінки, понад 66 кг                                    | 11 серпня |
| Срібло | Івана Максимович | Стрілецький спорт | жінки, дрібнокаліберна гвинтівка, три положення, 50 м | 4 серпня  |
| Бронза | Андрія Златич | Стрілецький спорт | чоловіки, пневматичний пістолет, 10 м                 | 28 липня  |
| Бронза | Збірна Сербії з водного поло: Слободан Соро Алекса Шапоньїч Живко Гоцич Ваня Удовичич Душан Мандич Душко Пієтлович Слободан Нікич Мілан Алексич Нікола Раден Філіп Філіпович Андрія Прлайнович Стефан Мітрович Гойко Пієтлович | Водне поло        | чоловіки                                              | 12 серпня |

## Академічне веслування
Чоловіки
| Спортсмени                                        | Дисципліна | Відбіркові заїзди | Відбіркові заїзди | Втішний заїзд | Втішний заїзд | Чвертьфінали | Чвертьфінали | Півфінали | Півфінали | Фінал   | Фінал |
| Спортсмени                                        | Дисципліна | Час               | Місце             | Час           | Місце         | Час          | Місце        | Час       | Місце     | Час     | Місце |
| ------------------------------------------------- | ---------- | ----------------- | ----------------- | ------------- | ------------- | ------------ | ------------ | --------- | --------- | ------- | ----- |
| Ненад Бедік Нікола Стоїч                          | Двійки     | 6:23.87           | 4                 | 6:26.61       | 2             | Н/Д          | Н/Д          | 7:07.78   | 6         | DNS     | 12    |
| Радоє Джеріч Горан Ягар Мілош Васіч Мілян Вуковіч | Четвірки   | 5:53.35           | 5                 | 6:01.97       | 1             | Н/Д          | Н/Д          | 6:07.41   | 6         | 6:11.94 | 10    |